# Herr Oluf

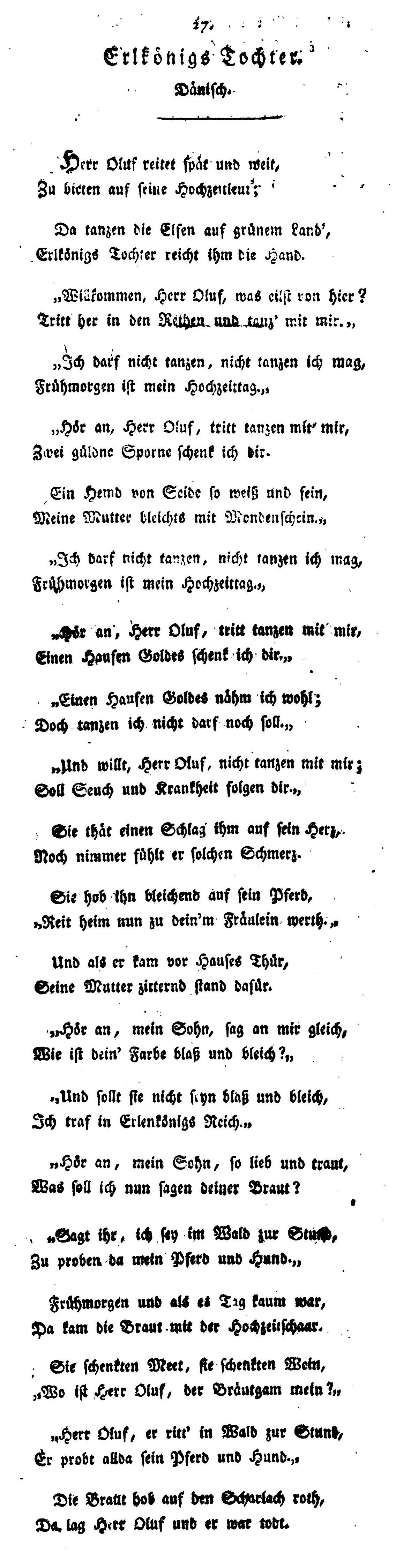
Johann Gottfried Herder: Erlkönigs Tochter, Druckfassung 1779

Erlkönigs Tochter („Herr Oluf“) ist eine deutsche Kunstballade. Verfasser ist Johann Gottfried Herder, der sie nach dem Vorbild einer dänischen Volksballade nach Quellen des 16. Jahrhunderts übersetzte bzw. nachdichtete. Die dänische Volksballade hat ihrerseits teilweise Parallelen, z. B. in dem bretonischen bzw. französischen Lied von „Le Roi Renaud“, und über dessen angeblich frühe Beziehung zur dänischen Ballade ist viel spekuliert worden.
Gedruckt wurde Herders Text in seiner Ausgabe Volkslieder im Teil 2 von 1779, 2. Buch, als Nr. 27, S. 158–160, in der zweiten Ausgabe Stimmen der Völker in Liedern als Nr. 66 ebenfalls mit dem Titel „Erlkönigs Tochter. Dänisch“. Vertont wurde der Text u. a. von Carl Loewe, 1824, und von Hans Pfitzner, 1891. Mit und ohne Melodie erschien diese Ballade in Gebrauchsliederbüchern, in zahlreichen Lyrikanthologien und in wissenschaftlichen Editionen seit dem Beginn des 19. Jahrhunderts. Ein früher Wiederabdruck erschien in Des Knaben Wunderhorn, Band 1, Heidelberg 1806, S. 261 [nach der ursprünglichen Seitenzählung] als (aus romantischer Begeisterung) fiktive Volksüberlieferung mit der (bewusst gefälschten) Quellenangabe „fliegendes Blatt“ [angebliche Liedflugschrift].
Herders Text wurde zudem die Gedankenvorlage für Johann Wolfgang von Goethes Kunstballade „Erlkönig“ von 1782, das sich von Herders Text inspirieren ließ und z. B. den von Herder missverstandenen Begriff „Erlkönig“ übernahm. Friedrich Koffka schuf ein Drama „Herr Oluf“, 1919.
Herders Übersetzung hatte großen Einfluss auf die Stilfindung der deutschen Kunstballade im 18. und 19. Jahrhundert. Die Dichtung Herders wurde wiederum, populär verbreitet, zum Volkslied. „Herr Oluf“ ist ein gutes Beispiel für die Wechselwirkung zwischen Kunstlied und Volkslied und die gegenseitige Beeinflussung von Hochliteratur und Volksüberlieferung (Folklore).